# Pačulol
Pačulol (pačulolni alkohol) je terpen ekstrahovan iz Patchouli. (-)-Optički izomer je jedno od organskih jedinjenja odgovornih za tipičan miris ove biljke. Pačulol se koristi u sintezi hemoterapijskog leka Taksola.

## Spoljašnje veze
- Chime 3D representation